# Lago Yanawayin
Lago Yanawayin (oder Yanahuni, Yanahuin oder Yanahuani, auch: Laguna Pampa) ist ein 4354 m hoch gelegener etwa acht Hektar großer Bergsee in der peruanischen Westkordillere. Der See befindet sich im Distrikt Santa Cruz de Andamarca der Provinz Huaral in der Region Lima. Der Name des Sees setzt sich zusammen aus yana (schwarz) und wayi (Haus/Bau) in Quechua.
Der See machte im Jahr 1971 weltweit Schlagzeilen, als am 18. März eine durch einen Felssturz verursachte riesige Flutwelle die am Ufer gelegene Siedlung der Mine Chungar dem Erdboden gleichmachte und (nach unterschiedlichen Schätzungen) 200–600 Menschen tötete. Der Felssturz hatte sich 400 m über dem Seespiegel aus anstehendem Kalkstein gelöst und umfasste schätzungsweise 100.000 m³ Gestein. Er löste eine bis zu 30 m hohe Flutwelle aus, die das gegenüberliegende Ufer unter sich begrub und nahezu die gesamte Minensiedlung zerstörte. Ein Teil des Wassers ergoss sich in einen der Bergbauschächte, wo einige der Minenarbeiter den Tod durch Ertrinken fanden.